# Staffansbo, Hylte kommun

Staffansbo är en by i Färgaryds socken i Hylte kommun.
Staffansbo omtalas i dokument 1690; på 1700-talet fanns två gårdar och ett torp i byn. Laga skifte genomfördes i Staffansbo 1851. Under andra hälften av 1800-talet fanns ett gästgiveri i Staffansbo. Staffsbo torp, känt sedan mitten av 1700-talet, går nu under namnet Lilla Bokelund. Bokarp tillhörde tidigare Östra Hylte men överfördes därefter till Staffansbo; det gick senare under namnet Långatorpet efter korpral Lång som var bosatt där. Bland senare avsöndrade lägenheter märks Källshult, som avstyckades omkring 1900, Uppsala avstyckat 1908, Bruket avstyckat 1920, Furulund avstyckat 1926, Dalen avstyckat 1926 och Lillgården avstyckad 1928. En del av Staffansbo avstyckades 1982 och köptes av Hylte kommun och slogs då samman med delar av Jonsbo by. Inom området har bland annat Pensévägen, Violvägen, Liljevägen, Hövägen, Halmvägen, Anders Olsgatan med flera gator med bostadshus uppförts.